# اللادينية في الولايات المتحدة
تظهر استطلاعات الرأي أن الأميركيين دون انتماء ديني (وتشمل من يجيبون بـ «لا شيء معين»، ملحد، لاأدري) يمثلون حوالي 23% أو 25% أو 31%، أو 34% أو 21% من إجمالي السكان، مع تشكيل مجموعة «لا شيء معين» بالتحديد غالبية هذه التركيبات السكانية. منذ أوائل التسعينيات، أظهرت استطلاعات الرأي المستقلة النمو السريع لهؤلاء دون انتماء ديني.
التقديرات للتدين الأمريكي واللادينية تختلف وغالبا ما تظهر تباين واسع من النتائج بسبب العديد من عوامل الاقتراع مثل انخفاض معدلات الاستجابة لجميع استطلاعات الرأي منذ التسعينات وتوليد عينات غير ممثلة للسكان بشكل كاف، التحيز في الصياغة أو الموضوع، تصنيف الناس على أسس محدودة، ضحلة أو سطحية للتعبير عن المعتقدات والممارسات الدينية. بما إن استطلاعات الرأي كثيرا ما تفشل في التنبؤ بنتائج انتخابات الحكومة، فإن هذا يلقي ظلالا من الشك على قدرة استطلاعات الرأي على التقاط صور دقيقة لمدى تدين الشعب الأمريكي الذي يعد أكثر تعقيدا وشخصية من السياسة.

وبحسب مركز بيو للأبحاث في عام 2014، 22.8% من سكان أمريكا ليس لهم دين محدد، بما في ذلك الملحدين (3.1%) واللاأدريين (4%). ووفقا لمسح اجتماعي سنة 2014، 21% من سكان أمريكا ليس لهم دين محدد؛ وعلاوة على ذلك، فإن نسبة الملحدين واللاأدريين في الولايات المتحدة ظلت ثابتة نسبيا في السنوات الـ 23 الماضية. في عام 1991، 2٪ من الأمريكيين كانوا ملحدين، 4% كانوا لاأدريين. في عام 2014، 3٪ من الأمريكيين هم من الملحدين، 5% من اللاأدريين.
الدين في الولايات المتحدة (تقدير 2017)
اللادينيون الأميركيون يشار إليهم أحيانا باسم «غير المنتمين دينيا»، وهي الفئة التي تشمل الملحدين، اللاأدريين أو «لا شيء على وجه الخصوص». وفقا لمركز بيو في عام 2017، 72% من فئة «غير المنتمين» تؤمن بوجود الله، أو سلطة أعلى أو قوة روحية بشكل عام. في عام 2012، على الرغم من عدم انتمائهم لأي دين وعدم سعيهم للدين فإن «غير المنتمين» هي فئة متنوعة حيث: 68% يعتقدون بوجود الله، 12% من الملحدين، 17% من اللاأدريين؛ من حيث تعريفهم الذاتي لتدينهم: 18% يعتبرون أنفسهم متدينين، 37% يعتبرون أنفسهم «روحيين» ولكن غير دينيين، 42% يرون أنفسهم لا روحيين ولا دينيين؛ و21% يصلون كل يوم و20% يصلون مرة واحدة في الشهر. وفقا لدراسة عام 2008، لفئة غير المنتمين معتقدات متنوعة: 7% كانوا ملحدين، 35% لاأدريين، 24% ربوبيين، و27% كانوا ألوهيين.
تحديد التدين الذاتي بين «غير المنتمين دينيا» هو أيضا متنوع. فعلى سبيل المثال، وفقا لدراسة بيو في عام 2009، 5% من مجموع سكان الولايات المتحدة لم يكن لديهم إيمان في الله. من بين كل هؤلاء دون الإيمان بالله، 24% يعرفون أنفسهم بأنهم «ملحدين»، في حين أن 15% اعتبروا أنفسهم «لاأدريين»، ونسبة 35% تعرف نفسها بأنها «لا شيء على وجه الخصوص»، 24% كان لديهم تقاليد دينية. تميل فئة غير المنتمين إلى أن تكون أكثر ليبرالية سياسيا ونموها أدى إلى بعض الزيادات في عضوية المنظمات العلمانية. ومع ذلك، فإن الغالبية من هؤلاء من دون دين لم يقوموا بالانضمام إلى جماعات علمانية أو ينحازوا إلى العلمانية.
تختلف الهوية الدينية/الروحية الذاتية للشخص الأمريكي أو الدرجة من التدين/الروحانية على نطاق واسع عبر الاستطلاعات اعتمادا على الصيغة التي يستخدمونها في الاستطلاع. توصل المسح الاجتماعي العام الذي يسمح بالحصول على معرفة درجة من الهوية الدينية إلى أن: 22.4% غير متدينين، 22.6% كانوا متدينين قليلا، 38.1% لديهم تدين معتدل، و16.4% كانوا متدينين بدرجة عالية في عام 2016. دراسة أكاديمية أخرى مثل دراسة مسح القيم العالمية توصلت إلى أن: نسبة 27.3% من الأمريكيين لم تكن متدينة، 4.4% كانت مقتنعة بالإلحاد، 67% كانوا متدينين في موجة 2010-2014. وفقا لاستطلاع مركز بيو سنة 2017 الذي سأل عن الهوية الدينية والروحية: 54% من الأمريكيين يعتبرون أنفسهم متدينين، 75% يعتبرون أنفسهم روحيين. وكان 27% روحيين ولكن غير متدينين و18% ليسوا روحيين ولا دينيين. أولئك الذين لا يعتبرون أنفسهم 'متدينين' غالبا ما يعتبرون أنفسهم «تابعين» لديانة رئيسية و/أو «روحيين».
بعض من العوامل الأساسية في زيادة عدد الناس المنتمين لفئة «غير منتمي» هو أنه في الآونة الأخيرة أصبح الأمر أكثر قبولا اجتماعيا للشباب والأجيال الأكبر سنا بتحديد بأنه «غير منتمي لدين» مما كان عليه الأمر في العقود السابقة، حيث كان تحديد عدم وجود أي دين يتبعه وصمات سلبية. الشباب عادة لديهم مستوى أقل من الشعائر الدينية من كبار السن ولهم شعور أكثر راحة بتحديد أنهم «غير منتمين»، عوامل تغير الأجيال يمكن أن تكون قد لعبت دورا في زيادة أعداد غير المنتمين. العوامل الدافعة المحتملة الأخرى قد تكون تغييرات ثقافية عامة في طريقة الحياة الأمريكية. نمو شبكة الإنترنت ووسائل الإعلام الاجتماعية قد غير معنى المجتمع والروحانية، وأدى ذلك على نطاق واسع إلى مشاركة مدنية أقل وولاء أقل للعديد من المؤسسات العامة. العوامل المحتملة الأخرى يمكن أن تكون ردود الفعل السياسية. تحول الشباب على وجه الخصوص بعيدا عن الدين المنظم لأنهم ينظرون إليه أنه مرتبط بعمق مع السياسة المحافظة والبعض يسعى إلى النأي بأنفسهم عن النظم الاستقطابية. واقترح آخرون أن التأخر في الزواج، الاستقرار، وإنجاب الأطفال بين الشباب يقلل عدد الملتزمين من الناس بالمشاركة في الديانات التقليدية أو الأنشطة الدينية.
الأجيال الشابة بصفة عامة فقدت الثقة والإيمان بالعديد من المؤسسات جنبا إلى جنب مع الدين. فعلى سبيل المثال جيل الألفية، الذي يشكل حوالي 1/3 «غير المنتمين دينيا»، يميل إلى أن يكون أقل إيمانا وثقة في المؤسسات مثل سوق العمل، الاقتصاد، الحكومة والسياسة، الزواج، وسائل الإعلام، جنبا إلى جنب مع الكنائس، مقارنة مع الأجيال السابقة.